# Xã Volinia, Michigan
Xã Volinia (tiếng Anh: Volinia Township) là một xã thuộc quận Cass, tiểu bang Michigan, Hoa Kỳ. Năm 2010, dân số của xã này là 1.112 người.